# 終巡者
《終巡者》（俄语：Последний Дозор；中國大陸稱作《最后的守护人》），哈薩克裔俄羅斯籍作家謝爾蓋·盧基揚年科於2005年出版的奇幻小說，是巡者系列的第四部。作者以1990年代晚期的莫斯科為背景，描寫了由光明使者組成的夜巡隊及由黑暗使者組成的日巡隊之間的爭奪勢力，恩怨糾結的故事。

## 故事簡介
科斯加死後的一段日子，俄羅斯日巡隊與夜巡隊之間恢復平靜，蘇格蘭的巡隊卻出現麻煩，一名未啟蒙的俄羅斯人的兒子在蘇格蘭被吸血鬼所殺，安東奉名到蘇格蘭協助，最終發現兇殺案與傳說中的魔法師梅林的遺物有關，一名光明超凡人、一名黑暗超凡人及一名大審判法官自稱終巡者，欲奪走梅林的遺物至尊冠改變世界，不過至尊冠被放置在幽界第七層，只有無極巫師才有能力進入。安東經過一輪調查，發現終巡者分別是艾斯加、阿麗娜及薩武什金，並知道至尊冠其實是將被困於幽界的過世超凡人解放的道具。